# ماکسدورف (فرباندسگماینده)
ماکسدورف (به آلمانی: Verbandsgemeinde Maxdorf) یک منطقهٔ مسکونی در آلمان است که در راین-پفلاتس-کرایس واقع شده‌است.